# バールメール
バールメール（ヒンディー語：बाड़मेर、Barmer）は、インドのラージャスターン州、バールメール県の都市。

## 歴史
13世紀初頭、ラージプートのバール・ラーオ・パルマール（Bar Rao Parmar）が統治し、これがこの都市の名の由来となった。ただし、別名のマッリナート（Mallinath）の名でも知られていたようである。
18世紀、イギリス人はこの地に"Barmer"あるいは"Balmer"の表記を用い、以降バールメールの名が定着した。

## 人口
2011年 の調査では、2,603,751人